# Wilhelm Hauser
Wilhelm Hauser (ur. 1 czerwca 1912 w Mikołajowie, zm. 10 lutego 1949) – zbrodniarz nazistowski, członek załogi niemieckich obozów koncentracyjnych Mauthausen-Gusen i Auschwitz-Birkenau oraz SS-Rottenführer. Skazany po zakończeniu wojny w Polsce na karę śmierci. Wyrok wykonano przez powieszenie w 1949.